# 意思決定
意思決定（いしけってい、英: decision making）は、人や団体が特定の目標を達成するために、ある状況において複数の代替案から、最善の解を求めようとする人間の認知的行為である。

## 概要
意思決定はあらゆる状況で行われているが、経営学や軍事学などの諸領域にとって、意思決定とは合理的な選択を行うことが求められる。意思決定の思考方法とは、正しい目標の認識や必要な情報の収集、目標達成のための方策案の考案と比較、最善の方策の選択と実行計画の立案、計画の実施の監督を包括するものである。個人の意思決定から集団の意思決定までに通用するものとして捉えることができる。しかし、厳密な意思決定のモデルについては、後述するように複数のモデルが考えられている。
俗に『バカの山、絶望の谷』という言葉があるが、ある判断において自分は決して間違っていないと思うとき、その判断そのものをよく分かっていないことが知られており、意思決定は今や脳科学的によく研究されているのである。

## 各国の意思決定プロセス

### 世界
意思決定のプロセスは、国や民族の背景によって様々である。例えば北朝鮮のような一党独裁体制においてはトップダウンによる判断が絶対であるが、一般的な民主国家では異なる統治がなされている。また民主国家の体裁をとりながらも、アメリカやイギリスのようにリーダーの意思決定が特に強い影響力を持つ場合もあり、多様性が認められる。

### 日本
日本の意思決定は、伝統的に礼儀やコンセンサス（合意形成）を重んじる文化などを背景に、国家や企業において規定されている内容と実際に行われる事が違う、意思決定そのもののスピードが遅いと頻繁に言われる。
原因として英語のレベルの問題から、海外事業においては輪をかけて遅いと言われ、各人の役割分担や責任範囲が明文化されておらず曖昧であることも挙げられている。
また企業では、相談役や顧問のようなOBが現役の経営陣に対して影響力を持つなど、本来、意思決定に積極的に関与しない立場の役職が最も大きな権限を持つ慣例が認められている。企業統治における日本企業独自の意思決定プロセスは、東芝に代表される悪質な企業不祥事が特に多数発生した2015年に、経営体制の監督と執行の線引きについて議論が高まった。このためキヤノンでは、2016年1月に役員体制を変更し、取締役を17名から6名に削減、曖昧な役割の線引きが指揮命令系統の混乱に繋がりかねないとの見解から、事業責任を執行役員に集中させる体制に刷新することを発表した。

## 研究史
1978年のノーベル経済学賞を受賞したハーバート・サイモンが著名である。
カリフォルニア大学サンフランシスコ校のベンジャミン・リベット博士が1980年代に行った実験によると、ヒトの意思決定は以下の時系列で行われているとする結果となった。
1、「脳が運動の指令信号を発する」

2、「自らの意志で指を動かそうと思う」

3、「実際に指が動く」

一般には2，1，3の順位で行われそうに思われそうだが、実験結果は以上の通りであった。運動の指令信号は被験者が意思決定した時間の0.35秒前に発生していた。この問題は脳科学者の間で大論争を巻き起こした。実験結果を素直に受け取れば「自由意志」が否定されるが、仮に被験者の意思決定が最初に発生し、それにより脳活動が惹起されたとするなら最初の意思決定は脳以外の場所が発したことになり、脳とは切り離された「精神」や「心」というべき存在（二元論）を想定せねばならなくなり旧来の科学では受入れがたいものとなる。
大阪大学の北澤茂教授によると、リベット教授の実験以外にも多くの同様の結果を得ており、意思決定は人の意識に上がる前に無意識で決定されたのち、意識に上がると考えることができる。意識は、ヒトの行動や思考を支配しているのではなく、それらはむしろ無意識の領域にて行われ、意識は自分自身の置かれた状況や思考、行動などを把握するためのチェック機構として働いている可能性が高いと考えるのが自然だと述べている。すなわち、ヒトが意識する前にすでに脳は決心に向けて活動し始めている。このことから「私は今ここで、自分の意志で行動している」とする実感は幻想である可能性が指摘される。
うつ病や不安、またはいずれかの一般的な症状を持っている人々は、変化に追いつくのに苦労しており、したがって、より間違った選択をしたことが発見された。過去の成功に焦点を当てることで、より良い意思決定を行うことができる。
2020年に質の高い証拠とされる統計的文献分析によれば、意思決定トレーニングはスポーツにおいても有効である。

## アプローチ
意思決定に対するアプローチには、経済学的アプローチ、経営学的アプローチ、システム分析的アプローチ、行動科学的アプローチ、組織行動論的アプローチ等がある。順に、人間行動の曖昧性・人間の能力の限界を考慮するアプローチである。

## モデル
意思決定を捉えるために、様々なモデルが作られた。意思決定そのものをモデル化した意思決定過程モデルと、意思決定を支援する意思決定支援モデル（システム）または分析モデルがある。
ただし、意思決定過程モデルは、文字通り意思決定が行われる過程を示したものだが、支援モデルは意思決定の補助を行うもので、厳密には意思決定のモデルとは言えない。

### 意思決定過程モデル
意思決定過程モデルは、実に様々な種類のモデルが存在し、その基本は
- 情報収集
- 代替案の作製
- 代替案の選択
- フィードバック

の過程からなる。ただし、これは研究者によって意見が分かれる。例えば、アメリカ空軍のジョン・ボイド大佐 (John Boyd) が提唱したOODAループ理論では、情報収集と状況判断、意思決定と実行というサイクルが繰り返されるモデルが示されている。
意思決定過程モデルの中でも、特に有名なものにゴミ箱モデルがある。それは、人、問題、解をゴミと見立て、そのゴミをゴミ箱に見立てた「意思決定機会」に入れると、意思決定機会が満ちたときに結果が出ると考えたモデルである。その特徴は、過去のモデルによる「合理的な意思決定」を捨て、「人間は合理的な意思決定ができない」という考えが前提にあることである。

### 支援モデル
意思決定支援モデルには、決定木 (Decision Tree)、OR（オペレーションズ・リサーチ）、AHP、ゲーム理論がある。
支援モデルは主に、評価基準・代替案の価値を数値化することで、意思決定を支援する。
なお、GDSS等コンピュータによる集団意思決定支援システムもあり、コンピュータを用いることは意思決定、特に素早さの点において重要な意味がある。

## 全般性不安障害
不安やうつ病の人は、正しい決断を下すのに苦労することがよくある。
研究によれば、全般性不安障害不安やうつ病の人は、間違いではなく過去の成功に焦点を合わせれば、判断は改善される可能性がある。
うつ病や不安、またはいずれかの一般的な症状を持っている人々は、変化に追いつくのに苦労しており、したがって、より間違った選択をしたことを発見した。うつ病や不安のある人は自分が間違ったことに集中し、別の間違いをすることを心配するのに対し、障害のない人は過去の選択をより良いものにするためのガイダンスとして使用した。不安やうつ病のある人、そして意思決定に苦労している人は、失敗ではなく過去の成功に集中することを学ぶことで、より自信を得るのに役立つ可能性があると指摘された。
過度の心配や将来について気分が悪いなどの不安やうつ病の症状を示したが、臨床的に診断されなかった人々でも、過去の成功に焦点を当てることで、より良い意思決定を行うことができる。

## 人工知能

トロッコ問題は、常に意思決定の中心的な問題であり、そのバリエーションによっては、より多くの人を助けるために人を殺すべきなのか？悪人を殺して他人を助けてもいいのか、といった意思決定における基本的な倫理問題があり、それは今後、人工知能によって実現される。

機械学習やディープラーニングによって、ほとんどのことがプロよりもうまくできるようになった人工知能の時代、意思決定においても人工知能に頼らざるを得なくなった。とはいえ、これは古典倫理の台頭と見ることもできる。なぜなら、人工知能に倫理、つまりトロッコ問題を教える時代となったからである。